# Zaynab bint 'Alī
Zaynab bint ʿAlī ibn Abī Ṭālib (Medina, 626/7 – 682) è stata la terzogenita del quarto califfo dell'Islam ʿAlī ibn Abī Ṭālib e di Fāṭima al-Zahrāʾ, figlia del profeta Maometto.
Secondo una tradizione il nome della zia materna le sarebbe stato assegnato da Maometto.
Fu moglie di suo cugino paterno ʿAbd Allāh, figlio di Jaʿfar al-Ṭayyār ibn Abī Ṭālib e di Asmāʾ bint ʿUmays, andata sposa poi del cognato ʿAlī quando Jaʿfar morì nella battaglia di Muʾta nel 629. Ebbe cinque figli da ʿAbd Allāh: ʿAlī (detto ʿAlī al-Zaynabī), ʿAwn al-Akbar (ucciso a Karbalāʾ), ʿAbbās, Muḥammad (anch'egli caduto forse a Karbalāʾ) e Umm Kulthūm (sposata al cugino paterno Qāsim ibn Muḥammad ibn Jaʿfar ibn Abī Ṭālib dopo aver rifiutato di diventare moglie di Yazīd ibn Muʿāwiya).
Visse a Kūfa che il padre aveva preferito a Medina come capitale califfale e dal padre si dice fosse istruita nelle scienze coraniche, a decisa smentita di quanti pensano che le donne siano escluse dall'istruzione religiosa. 
Dopo l'assassinio del padre nel 661, Zaynab tornò a Medina e si dice abbia assistito il fratello maggiore al-Ḥasan che, secondo una tradizione sciita, il califfo omayyade Muʿāwiya ibn Abī Sufyān nel 669.
Secondo una tradizione, sempre di provenienza sciita, il fratello al-Ḥusayn ibn ʿAlī avrebbe seguito il suo consiglio di non riconoscere come legittimo califfo il figlio di Muʿāwiya.
Nel massacro che seguì a Karbalāʾ il 10 muḥarram dell'anno 61 dell'Egira (10 ottobre 680), tra i 72 trucidati figuravano 18 familiari di al-Ḥusayn, fra cui ʿAwn e Muḥammad, figli di Zaynab e ʿAbd Allāh. Zaynab all'epoca aveva 54 anni.

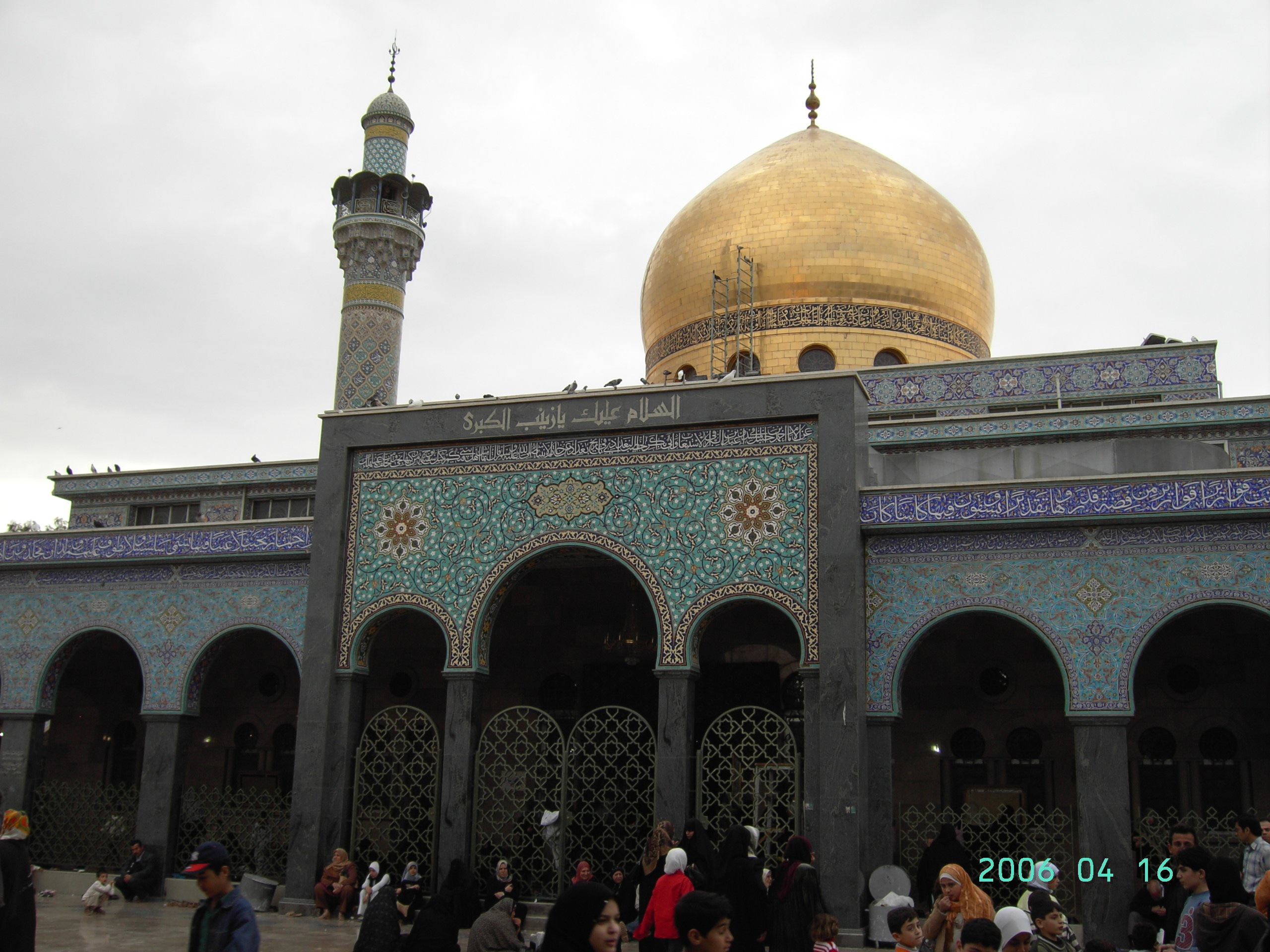
Mausoleo di Sayyida Zaynab a Damasco

Zaynab, come le altre donne, fu fatta prigioniera e trattata in modo umiliante a Kūfa, incatenata e senza il velo che, per pudore, le donne usavano portare alla maniera bizantina, con le teste dei caduti (fra cui quella del fratello) infilzate sulla punta delle lance dei soldati omayyadi. Il wālī della città, ʿUbayd Allāh ibn Ziyād avrebbe deciso di mettere a morte in quell'occasione il giovane figlio di al-Ḥusayn, scampato al massacro, ma il futuro quarto Imām sciita, ʿAlī ibn al-Ḥusayn detto Zayn al-ʿĀbidīn, si salvò per l'appassionato intervento della zia. 
Più tardi la stessa azione fu espressa da Zaynab per proteggere l'onore della nipote Fāṭima al-Kubrā, figlia di al-Ḥusayn, insidiata dalle voglie d'un soldato omayyade a Damasco. 
Imprigionata con gli altri scampati della famiglia hascemita, Zaynab fu infine rilasciata con la famiglia qualche tempo dopo, tanto grande e pericoloso era lo scandalo destato dalla prigionia di donne e bambini che, nella società islamica, sono considerati protetti dalle violenze belliche. 
Tornò quindi a Medina e un anno e mezzo dopo morì. 
Secondo alcune tradizioni Zaynab si sarebbe recata a Fusṭāṭ (nucleo urbano su cui in età fatimide fu costruita Il Cairo nella prima metà del X secolo), dove sarebbe morta. Non mancano versioni che la vogliono rimasta invece in Siria, dove sarebbe morta il 15 rajab 62 dell'Egira (682), all'età di 56 anni.
Un importante e veneratissimo mausoleo-moschea, dedicato a colei che in arabo viene chiamata "Sayyida" o "Sitt" Zaynab (Signora Zaynab), si erge a Damasco ed è diventata meta frequentatissima di pellegrinaggio di devoti sciiti, non solo siriani ma anche iracheni e iraniani, che raggiungono la cifra di oltre un milione ogni anno.
Ad esso è annessa una ḥawza che gode di grande prestigio nel panorama degli studi religiosi islamici sciiti duodecimani.
سلام الله عليك يا زينب